# Masarykova chata
Die Masarykova chata (deutsch: Masarykbaude) ist eine durch den Klub tschechischer Touristen (KČT) errichtete Bergbaude auf dem Šerlich (Schierlich) im Adlergebirge in Tschechien. Das heute privat als Berghotel bewirtschaftete Haus ist ein Kulturdenkmal der Tschechischen Republik.

## Lage
Die Masarykova chata liegt oberhalb des Šerlich-Passes im nördlichen Teil des Adlergebirges auf etwa 1000 Meter Höhe. Die gut ausgestattete Restauration ermöglicht die Beköstigung auch größerer Gästegruppen sowohl in der Hütte als auch auf der Terrasse und den angebotenen Freiflächen. 

## Geschichte

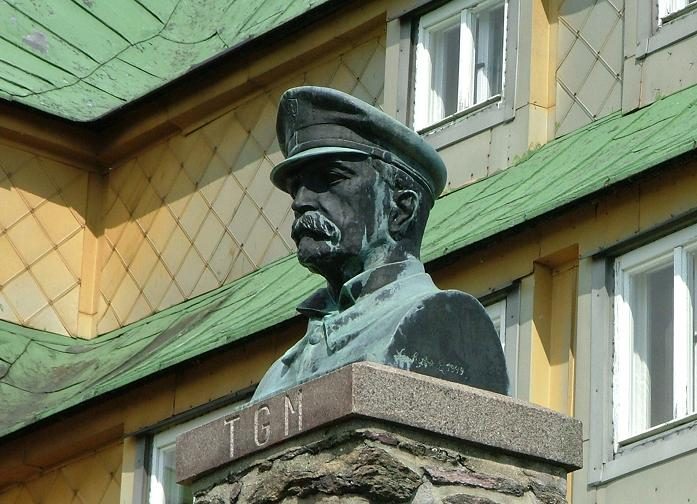
Büste von Tomáš Garrigue Masaryk auf der Terrasse

Die Bergbaude wurde nach der Gründung der Tschechoslowakei in den 1920er Jahren erbaut und nach ihrem Präsidenten Tomáš Garrigue Masaryk benannt. Architekt der Baude war Bohuslav Fuchs. 
Der Grundstein wurde am 14. Juni 1924 in Anwesenheit des Vorsitzenden des tschechoslowakischen Touristenclubs, Jiří Guth-Jarkovský, gelegt. In die Fundamente der Hütte wurde eine Metallkiste mit historischen Dokumenten eingemauert. Der Baustein und das Baumaterial wurden im Sägewerk der Schierlich-Mühle (Šerlišský Mlyn) hergestellt. 1935 wurde in der Hütte eine Wetterstation eingerichtet.

## Zugänge
Die Hütte ist über mehrere markierte Wanderwege eingebunden. Der Fernwanderweg Jirásek, der die meisten Gipfel des Adlergebirges überquert, läuft über die Baude. Mit dem Fahrrad ist die Masarykova chata auf gut ausgebauter Asphaltstraße erreichbar. Der Šerlich-Pass mit Parkmöglichkeit ist rund 15 Minuten entfernt. Die Skipisten des polnischen Skigebietes Skigebiet Zieleniec führen bis an die Baude heran.